# نوک‌تیزک
نوک‌تیزک یا هوئیا (نام علمی: Heteralocha acutirostris) نام یک گونه منقرض‌شده از تیره غبغبکی‌های نیوزیلند است.
این پرنده برای قوم مائوری در نیوزیلند دارای تقدس بود. پرهای این پرنده معمولاً به‌عنوان تزئین بر کلاه‌های سران قبیله و خانواده‌های آن‌ها استفاده می‌شد و گاهی نیز خرید و فروش می‌شد یا به‌عنوان هدیه اهدا می‌گشت.

## فروش پر
پر این پرندهٔ منقرض‌شده از نیوزیلند، در یک حراجی به قیمت ۲۸ هزار و ۴۱۷ دلار آمریکا به فروش رفت و رکورد جهانی گران‌ترین پر را به نام خود ثبت کرد.